# Cristina Fernández de Kirchner
Cristina Elisabet Fernández de Kirchner ([kɾisˈtina eˈlisaβet ferˈnandes ðe ˈkiɾʃneɾ] ⓘ; n. 19 februarie 1953, Tolosa⁠(d), Buenos Aires, Argentina) este un politician și jurist argentinian, fostul președinte al Argentinei.
Ea este soția fostului președinte al Argentinei, Néstor Kirchner, fiind prima femeie care în urma alegerilor își succede soțul la președinție și a doua care exercită această funcție, după Isabel Perón, dar care fiind vicepreședinte, l-a succedat fără alegeri pe soțul decedat.

## Viața
Cristina Elisabet Kirchner s-a născut în La Plata, provincia Buenos Aires, având origini spaniole și germane. A studiat dreptul la Universitatea din La Plata.

## Mandatul
În octombrie 2007, Cristina Kirchner a câștigat alegerile prezidențiale cu peste 45% din opțiunile electoratului și a fost realeasă în octombrie 2011 cu 53,96%, acesta fiind cel mai mare scor de la reinstaurarea democrației în Argentina. Mandatul s-a terminat în 2015.
În 2025 ea a fost condamnată la 6 ani de închisoare pentru corupție.